# Anaspis thoracoxantha
Anaspis thoracoxantha es una especie de coleóptero de la familia Scraptiidae.

## Distribución geográfica
Habita en Italia.